# 서길수
서길수(徐吉洙, 1944년 4월 27일~)는 대한민국의 역사가이다. 본관은 이천이다.

## 이력
본관은 이천이다. 역사학자 겸 저술가로 1969년 국제대학을 졸업한 후 1973년 단국대학교 대학원 경제학과 석사과정 입학했다. 1979년 단국대학교에서 경제학 박사 학위를 취득하고 같은 해 모교인 국제대에 경제학과 전임강사로 임용되었다.
1971. 06. ~ 1974. 02. 국제대학 인문사회과학연구소 연구원
1979. 03. ~ 1981. 02. 국제대학 경제학과 전임강사(문교부 대학 1040-583, 1979. 4. 26)
1981. 03. ~ 1985. 09. 국제대학 경제학과 조교수 (문교부 대학 1041. 5-494, 1981. 5. 13)
1985. 09. ~ 2003. 02. 국제대학ㆍ서경대학교 경제학과 부교수 (국제대학 제387호, 1985. 9. 18)
2003. 03. ~ 2009. 08. 서경대학교 금융경제학과 교수(정년퇴임)
1976. 03. ~ 1990.     숙명여대, 단국대, 이화여대, 국민대, 동국대 강사
1981. 07. ~ 1995. 07. 세계 에스페란토협회 이사 및 임원 역임(현재 명예회원)
1994. 06. ~ 2004. 09. 사단법인 고구려연구회 창립ㆍ회장⦁이사장
1994. 09. ~ 2007. 11. 사단법인 고구려연구회 이사장
1997. 10. ~ 2001. 09. 문화재관리국 북한문화재 연구위원
1989. 01. ~ 2009.     경제사학회 이사ㆍ부회장
1989. 01. ~ 2009.     한국경제학회 회원
1998. ~ 2009.         한국고대사학회 회원
1998. ~ 2009.         한국사연구회 회원
1999. ~ 2009.         한국고고학회 회원

## 2007. ~ 현재          맑은나라 불교연구소 이사장
2013. ~ 현재         고구려ㆍ발해학회 고문
2016. ~ 현재         세계 에스페란토 협회 명예회원

## 생애[1]
대학원 과정에서 경제사를 전공하면서  경제학만 아니라, 역사학도 배우게 되었다. 석사학위논문은 "이이의 경제사상 연구", 박사학위논문은 "한국이자사"이다. 대학원 과정에서 에스페란토 운동에 참여하여 1973년 청년연합회를 창립하는 등 국내 에스페란토 전국화와 조직 통합에 큰 기여를 했다. 1974년 세계 에스페란토대회 참석하는 등  국내와 국외 에스페란토 활동을 통해 쌓은 인맥을 후일 고구려 연구에 큰 보탬이 되었다. 1989년 세계에스페란토협회 임원으로서 중국의 행사를 마친 그 해 11월 장춘과 연길를 답사하면서 고구려사의 시작을 할 수 있었다. 이후 1990년대 들어 고구려 역사유적을 답사하며 고구려·발해에 대한 전문적인 연구를 시작했다.
대학생활 중 등산을 하면서 일제의 쇠말뚝을 뽑는 일에 나서기 시작했는데, 1970년 한국에스페란토협회 회장이었던 노산 이은상의 '민족문화협회'활동을 했다. 이 때 '일제가 박은 쇠말뚝 뽑기'와 '고구려사 연구'를 하게 된 계기가 마련되었다.  1985년부터 본격적으로 쇠말뚝 관련기록을 찾으며, 쇠말뚝 뽑기 사업 활동을 하였다. 1985년부터 2년간 조사한 내용을 1987년 《한배달》 봄호와 《민족혼》 창간호에 발표했다. 이후 1990년 ｢강원도 내의 풍수침략 사례 연구｣(《태백》, 1994년 8월 ｢일제의 풍수침략사｣(무크ㆍ친일문제 창간호 《일제잔재 19가지》, 가람기획)를 연이어 발표했고, 이런 활동은 1995년 국가가 광복 50주년 기념사업으로 채용하여 전국적으로 실시하게 되었다. 정작 이때 자신은 뒤로 물러났는데, 이제 자신이 아니더라도 국가가 나서서 하기 때문이었다. 이런 서길수의 태도는 사재를 털어 세운 '고구려연구회'가 제자리를 잡아 학회로서 기능을 할 수 있을 때 법인화하면서 생긴 재정문제를 스스로 해결하고 이사장직을 그만둔 것과 일맥상통한다.
퇴직과 학회활동을 그만 둔 후 불교에 귀의하고  정토선(淨土禪) 수행을 하며 남은 여생을 마무리 하기 위한 삶을 준비했다. 그러나 최근 중국의 '동북공정'이 학계와 정부가 생각했던 것보다 더 치밀하게 진행되고 그 결과로 우리 역사에 대한 침탈을 공식화했다는 사실을 알고 이를 대중에 알리고 중국의 역사왜곡에 저항하는 학회를 결성 그 준비를 하고 있다.

## 연구실적
책
1) 고구리(高句麗) 역사
(01) 《고구려 성》, 고구려특별대전 도록, 한국방송공사, 1994.
(02) 《고구려 역사유적 답사》, 사계절, 1998.
(03) 《대륙에 남은 고구려》, 고구려연구회, 2003.
(04) 《유적 유물로 보는 고구려》, 미디어채널, 2003.
(05) 《세계유산 고구려》, 동명, 2004.
(06) 《동북공정 고구려사》(번역), 사계절, 2006.
(07) 《중국이 쓴 고구려 역사》(번역), 여유당, 2007.
(08) 《한말 유럽 학자의 고구려 연구》, 여유당, 2007.
(09) 《동북공정과 한국 학계의 대응 논리》(공저), 여유당, 2008.
(10) 《고구려 축성법 연구》, 학연문화사, 2009.
(11) 《백두산 국경 연구》, 여유당, 2009.
(12) 《고구려 본디 이름 고구리(高句麗)》, 여유당, 2019. 12.
(13) 《장수왕이 바꾼 나라이름 고리(高麗)》, 여유당 2019. 12.
(14) 《세계 속의 고리(高句麗) - 막북(몽골) 초원에서 로마까지》, 맑은나라, 2020. 12.
(15) 《실크로드에 핀 고리(高句麗)의 상징 닭깃털관(鷄羽冠)》 여유당, 2020. 12.
(16) 《사마르칸드에 핀 고리(高句麗)의 상징 닭깃털관(鷄羽冠)》 여유당, 2020. 12.

2) 학술탐사
(11) 《아시아의 진주 알타이》, 학연문화사, 2009.
(12) 《알타이의 자연과 문화》, 학연문화사, 2009.

3) 여행
(13) 《시베리아 횡단열차》, 1989.
(14) 《동유럽 민박여행》Ⅰ(불가리아ㆍ유고슬라비아ㆍ폴란드) 1989.
(15) 《동유럽 민박여행》Ⅱ(헝가리ㆍ체코슬로바키아ㆍ동곡), 1989.
(16) 《살루톤! 호주ㆍ뉴질랜드》, 경세원, 2001.
(17) 《시베리아횡단열차로 가보는 유라시아문화》(1~5), 미디어채널, 2004.

4) 에스페란토
(18) 《에스페란토》 초급 강습서
(19) 《에스페란토》 중급 강습서

5) 불교
(20) 《정토와 선》(편저), 맑은나라, 2014. 05. 30.
(21) 《극락과 정토선》(편저), 맑은나라, 2015. 09. 30.
(22) 《극락 가는 사람들》(편저), 맑은나라, 2015. 12. 25.
(23) 《아미따경》(전자책), 맑은나라, 2014. 05. 30.???
(24) 《만화로 읽는 아미따경》(번역), 맑은나라, 2015. 09. 30. 모두 1
(25) 《극락과 염불》, 맑은나라, 2016. 04. 08.

6) 기타
(26) 《우리집》(1ㆍ2ㆍ3ㆍ4ㆍ5ㆍ6), 1987ㆍ1989ㆍ1992ㆍ1995ㆍ2009ㆍ2009. <가족지>
(27) 《엄두를 낸 것은 할 수 있다》, 도서출판 솔과 숲, 2009. <수필집>
(28) 《대한민국 대학교수》, 여유당, 2009.<서길수 교수 65년 개인사>
(29) 《맑은나라 사람들》, 여유당, 2009. <192명이 쓴 정년퇴임 기념문집>

2. 논문

1) 경제사상사
(01) 「이이의 사회경제사상연구」,《학술논총》(1), 단국대 대학원 석사학위 논문, 1976.
(02) 「孔子의 경제사상에 관한 연구」,《국제대학논문집》(6), 1978.
(03) 「이자사상 연구」,《산업경영논총》(1), 국제대학 산업경영연구소, 1982.

2) 경제사
(04) 「고려시대의 상평창에 관한 연구」,《정경연구소논문집》(6), 숙명여대 정경연구소, 1977.
(05) 「환곡이자의 변천과정」,《학술논총》(2), 단국대 대학원, 1978.
(06) 「개항 후 이자부자본에 관한 사적고찰」,《학술논총》(3), 단국대 대학원, 1979.
(07) 「고대한국의 창름제도에 관한 연구」,《국제대학논지》(15), 1978.
(08) 「개항 후 이자부자본에 관한 사적고찰(1)」,《국제대학논문집》(7), 박사학위논문1, 1979.
(09) 「개항 후 이자부자본에 관한 사적고찰(Ⅱ)」,《국제대학논문집》(8), 박사학위논문2, 1980.
(10) 「고려시대 대차관계 및 이자 연구」,《국제대학논문집》)(9), 1981.
(11) 「古代의 대차관계 및 이자에 관한 연구」,《경제사학》(5), 경제사학회, 1981.
(12) 「조선전기의 대차관계 및 이자에 관한 연구」,《국제대학논문집》(10), 1982.
(13) 「조선후기 대차관계 및 이자에 관한 연구 (Ⅰ)」 - 법정이자율의 변천과 행전을 중심으로-, 《경제학연구》(31), 한국경제학회, 1983.
(14) 「조선후기 대차관계 및 이자에 관한 연구 (Ⅱ)」 -차전동기 및 담보, 보증제도를 중심으로-, 《국제대학논문집》(12), 1984.
(15) 「조선 후기의 상인과 상인사상」,《한국기업경영의 역사적 성격》, 황명수박사회갑기념논문집, 1986.
(16) 「개항후 대차관계 및 이자에 관한 연구 (Ⅰ)」 -대차관계법령분석을 중심으로-, 《경제학연구》(34), 한국경제학회, 1986.
(17) 「개항 후 대차관계 및 이자에 관한 연구 (Ⅱ)」 -민간식이의 형태와 이자를 중심으로-,   《국제대학논문집》(15), 1987.
(18) 「개항 후 대차관계 및 이자에 관한 연구 (Ⅲ)」 -관부식리의 고리화와 외국자본의 식리 활동을 중심으로-,《경제사학》(12), 경제사학회, 1988.
(19) 「개항 후 대차관계 및 이자에 관한 연구 (Ⅳ)」 -차전계층과 차전동기를 중심으로-, 《서경대학논문집》(17), 1993.
(20) 「개항 후 대차관계 및 이자에 관한 연구 (Ⅴ)」 -채권의 담보와 보증을 중심으로-,  《사회과학논총》(8), 서경대 사회과학연구소, 1994.
(21) 「좌관대식기와 삼국의 이자」,《백제 좌관대식기의 세계》, 국립부여박물관ㆍ경기대전통 문화콘텐츠연구소, 2009. 5.
(22) 「고고학을 통한 경제사 연구 시론」,《매체와 소통으로 보는 역사》, 전국역사학회, 2009. 5.

3) 고구리(高句麗)
가) 고구리(高句麗 산성
(23) 「송화강 유역의 고구려산성 연구(1)」-제2송화강 중류 길림시를 중심으로-, 《고구려연구》(1), 학연문화사, 1995.
(24) 「길림 동단산 주위의 고구려 유적ㆍ유물에 관한 연구」,《문화사학》(6ㆍ7), 1997.
(25) 「석대자산성을 통해서 본 고구려 산성의 특징」,《고구려연구》(7), 고구려연구회, 1999.
(26) 「고구려 축성법 연구(1)-石城의 體性 築造法을 中心으로」,《고구려연구》(8), 고구려연구회, 1999.
(27) 「고구려 축성법 연구(2)-女墻과 柱洞」,《문화사학》(11), 한국문화사학회, 1999.
(28) 「벽류하 류역의 고구려 산성과 관방체계」,《고구려연구》(11), 고구려연구회, 2001.
(29) 「고구려 축성법 연구(3)-雉, 角臺, 敵臺」,《고구려연구》(12), 고구려연구회, 2001.
(30) 「고구려 축성 연구-城墻石洞(柱洞)」,󰡔東北亞考古資料論文集》(4), 北方文物雜志社, 2002.
(31) 「홀본과 국내성 지역의 새로운 고고학적 성과」,《고구려연구》(15), 학연문화사, 2003.
(32) 「고구려 벽화에 나타난 고구려의 성과 축성술」,《고구려연구》(17), 학연문화사, 2004.
(33) 「축성법을 통해서 본 고구려의 정체성」,《고구려연구》(18), 학연문화사, 2004.
(34) 「오녀산성ㆍ국내성ㆍ환도산성에 대한 새로운 고고학적 성과」,《고구려연구》(19), 학연문화사, 2005.
(35) 「고구려 축성법 연구(4)-城門(Ⅰ) 甕城의 類型 分類」,《한국고대문화연구》, 백산자료원, 2005.
(36) 「오녀산성 축성법 연구」, 「고구려연구》(20), 학연문화사, 2005.
(37) 「에두아르 샤반느의 고구려 국내성 탐사(1907)에 관한 연구」,《고구려연구》(22), 학연문화사, 2006.
(38) 「고구려 석성의 시원에 관한 연구 -신석기시대 석성-」,《고구려연구》(23), 학연문화사, 2006.
(39) 「하가점하층문화의 산성 연구」,《고구려발해연구》(31), 고구려발해학회, 학연문화사, 2008.
(40) 「고구려 축성법 연구(5) -성문(Ⅱ)-」,《사회과학논총》(28), 서경대학, 2009.

나) 고구리(高句麗)ㆍ발해 유적 유물
(41) 「북한에서의 광개토호태왕비 탁본과 비문에 관한 연구」,《광개토호태왕비 연구 100년, 고구려연구》(2) 고구려연구회, 1996.
(42) 「평양지역 고분벽화의 분포현황과 보존방향」,《고구려연구》(3), 고구려연구회, 1997.
(43) 「고구려 수공업 제품에 대하여」,《고구려연구》(5), 고구려연구회, 1998.
(44) 「발해 수공업 연구」,《고구려연구》(6), 고구려연구회, 1998.
(45) 「고구려 유적 기와에 관한 조사 연구」(공동),《고구려연구》(7), 고구려연구회, 1999.
(46) 「중원고구려비 신석문 국제워크샵과 국제학술대회」,《고구려연구》(10), 고구려연구회, 2000.
(47) 「구리시 고구려 유적의 지역문화 활성화 방안」,《광개토태왕과 고구려 남진정책》, 고구려연구회, 2002.
(48) 「유럽학계의 광개토태왕비 조사와 연구」,《고구려연구》(21), 학연문화사, 2005.
(49) 「에두아르 샤반느의 고구려 국내성 탐사(1907)에 관한 연구」,《고구려연구》(22), 학연문화사, 2006.

다) 동북공정ㆍ백두산
(50) 「중국의 역사 왜곡 현장에 관한 사례 분석」,《고구려연구」(20), 학연문화사, 2005.
(51) 「고구려 정체성에 대한 중국의 연구현황과 논리」,《한민족의 북방영역》, 북방문제연구소, 2005.
(52) 「중화인민공화국 학자의 고구려 왕릉 비정에 대한 비판적 고찰」,《고구려연구》(29), 2007.
(53) 「중화인민공화국 동북공정 5년 성과와 전망」,《고구려연구》(29), 학연문화사, 2007.
(54) 「간도협약 직전(1908) 청국의 백두산 국경 날조 사건에 관한 연구」,《백산학보》(83), 백산학회, 2009.
(55) 「한국은 사실상 중국의 일부다?」,《2017 금요조찬포럼(21)》, KEF 광주경경자총협회, 2017.

라) 나라 이름 “고구리(高句麗)ㆍ고리(高麗)”
(56) 「‘高句麗’와 ‘高麗’의 소릿값(音價)에 관한 연구」,《高句麗硏究》(27), 2007.
(57) 「高句麗⦁高麗의 나라이름(國名)에 관한 연구(1)」, 《高句麗渤海硏究》(50), 2014. 11.
(58) 「춤무덤의 사신도와 조우관에 대한 재검토」, 《역사민속학》(46), 2014. 11.
(59) 「6세기 인도의 천하관(天竺=中國)과 高(句)麗의 위상에 관한 연구」, 《백산학보》(100), 2014. 12.
(60) 「외국 高句麗 인물화에 나타난 닭깃털관(鷄羽冠)과 高句麗의 위상 연구」, 《高句麗渤海硏究》(51), 2015. 3.
(61) 「통일 코리아의 나라이름 연구」, 한국학중앙연구원 현대한국학연구센터, 《한국사 속의 나라이름과 겨레이름 3》, 2015. 12. 21.
(62) 「시안(西安) 출토 도관칠국육판은합(都管七國六瓣銀盒)에 새겨진 “고리국(高麗國)”의 연대에 대한 연구」《高句麗渤海硏究》(62), 2018. 11.
(63) 「아프라시압 高句麗 사절에 대한 새 논란 검토 - 高句麗 사신 사행(使行) 부정론에 대한 비판적 고찰(Ⅰ)」,《高句麗渤海硏究》 (66), 2020.
(64) 「아프라시압 高句麗 사절에 대한 새 논란 검토 - 高句麗 사신 사행(使行) 부정론에 대한 비판적 고찰(Ⅱ)」, 《동북아역사논총》 (68), 2020.
(65) 「일본 법륭사(法隆寺) 불상 대좌에 그려진 고구리(高句麗) 인물상 연구」,《高句麗渤海硏究》 (67), 2020.

마) 고구리(高句麗) 역사 일반논문
(66) 「고구려 후손의 현황과 의식에 관한 연구」, -중국 요령성 태안현 대고려방진거주 후손을 중심으로-《고구려연구》(1), 고구려연구회, 학연문화사, 1995.
(67) 「서희의 가계연구」,《고구려연구 학술총서》(2), 고구려연구회, 1999.
(68) 「역사와 고구려 드리마 ‘주몽’」,《고구려연구》(28), 고구려연구회, 2007.

바) 번역
(69) 「대련지구에 있는 4개의 고구려 산성에 대한 소고」,《고구려연구》(9), 학연문화사, 2000.
(70) 「비사성」,《고구려연구》(9), 고구려연구회, 학연문화사, 2000.
(71) 「발해국》(중국 이전복의《발해국》)(공동),《고구려연구》(11), 고구려연구회, 2001.
(72) 「고구려의 귀속문제에 관한 몇 가지 논쟁의 초점」,《고구려연구》(15), 2003.
(73) 「적봉 영금하ㆍ음하 유역의 석성 유적」,《고구려연구》(22), 2006.
(74) 「주은래 총리의 중국 - 조선 관계 담화」,《고구려연구》(27), 학연문화사, 2007.

사) 답사 보고서
(75) 「중국내고구려산성및고분유적답사현황」,《문화재연구소 해외문화유적연구 학술회의 발표논문집》, 1995.
(76) 「동경국립박물관‘고구려 광개토왕비탁본’전시회 참관기」,《5차 학술발표회 논집》,  고구려연구회, 1996.
(77) 「내몽골 대흥안령 주변 역사유적 답사기」,《고구려연구》(7), 고구려연구회, 1999.
(78) 「2000년 중국 동북지역 고구려산성 답사 보고서」,《고구려연구》(11), 고구려연구회, 2001.
(79) 「2001년 중국 동북지역 고구려산성 답사 보고서」,《고구려연구》(11), 고구려연구회,  2001.
(80) 「2001년 5월 러시아 연해주 발해성터」,《고구려연구》(11), 고구려연구회, 2001.
(81) 「2001年 5月 RUSSIA 연해주 발해 城址 답사보고서」,《고구려연구》(11), 고구려연구회, 2001.
(82) 「요서지역 역사유적 답사 보고서」,《고구려연구》(13), 고구려연구회, 2002.
(83) 「2002年 中國 東北地域 고구려 산성 답사 보고서」,《고구려연구》(13), 고구려연구회, 2002.
(84) 「부여 유적 답사 보고서」,《고구려연구》(13), 고구려연구회, 학연문화사, 2002.

아) 학회발표, 미게재 논문
(85) 「남북 역사학자간 교류․협력 현황 및 증진방안 -고구려사 연구를 중심으로-」, 《‘95년도 전문가 위촉과제 종합》, 통일원, 1995.
(86) 「하바로브스크 지역에서 발굴된 고구려식 화살촉」,《고구려연구회 8차학술발표회논집》, 1997.
(87) 「한일 형제론」,《바람직한 韓日關係 定立을 위한 歷史的 이데올로기》, 일본 고오베 - 한일 관계사 에스페란토 심포지움, 1997.
(88) 「한국 최고의 명문」,《고구려연구회 13차 정기학술발표 요약문집》, 2000.
(89) 「구리시고구려역사유적의지역문화 특성화 방안」, 27차 지방자치정책세미나, 《지방자치와 지역문화》, 한양대 지방자치연구소․프리드리히나우만단, 2001.
(90) 「다국어처리에서 다리말(橋梁語)의 조건 - 에스페란토와 정음 비교」
(91) 「고구려=중국사다. 중국의 논리와 국가 프로젝트 “동북공정”」,  고구려연구회 29차 정기학술발표회, 2003.
(92) 「중국의 고구려 유적 세계유산 등재신청 과정과 현황」, 30차 정기학술발표회, 2003.
(93) 「중국의 세계유산 등재를 위한 새로운 고고학적 발굴과 성과」, 고구려연구회 31차 정기학술발표회, 2004.
(94) 「동북아 고대사 전체를 다루는 종합적인 연구가 진행되어야 한다」,《북한》 387호, 2004.
(95) 「한ㆍ중 고구려 연구의 현황과 고구려연구회」, 32차 정기학술발표회, 2004.
(96) 「중국의 고구려사 왜곡, 아직도 계속되고 있다.」 국회정치커뮤니케이션연구회, 2005.
(97) 「Koguryo Fortresscs」, The Harvard Conference on Koguryo History and Archaeology, 2005.
(98) 「동북공정의 연구 주제 선정 과정과 성과」, 《중국의 동북공정연구 성과에 대한 분석과 평가 학술발표 자료집》, 2006.
(99) 「동북공정의 고구려 연구 결과에 대한 평가」, 《중국의 동북공정연구 성과에 대한 분석 과 평가 학술발표 자료집》, 2006.
(100) 「하가점하층문화의 산성 연구」, 고조선사연구회 연구발표회, 2008.
(101) 「백두산ㆍ압록강ㆍ두만강 국경 연구」,《50차 고구려발해정기학술발표문집》, 고구려발해학회, 2008.

4) 기타ㆍ일반논문
(102) 「일제의 풍수침략사」,《일제잔재 19가지》, 가람기획, 1994.
(103) 「일본의 침략과 한말 사회의 변동 -일본의 경제침략과 한말 사회경제적 변동을 중심으로-」, 한국정신문화연구원.
(104) 「알타이 바위그림 조사」,《시베리아ㆍ국토지역의 고고ㆍ민족ㆍ인류학 문제》  VOLUME Ⅳ, part Ⅰ, 노보시비리스크, 2003, 377~380. (В. Д. Кубарев, Со Гилсу, Со Джинсу, “ОБСЛЕДОВАНИЕ ПЕТРОГЛИФОВ АЛТАЯ”, ПРОВЛЕМЫ АРХЕОЛОГ  ИИ, ЕТНОГРАФИИ, АНТРОПОЛОГИИ СИБИРИ И СОПРЕДЬЛЫХ TЕРРИТОРИЙ, ТОМ Ⅳ, часть Ⅰ, НОВОСИБИРСК, 2003. 377~380. (V.D.꾸바레프, 서길수, 서진수)
(105) 「kiel oni pensas pri ‘kim ĉung-son(sajaka)’ en koreio」, 韓國側から見た金忠善(沙也可, 1571~1642), 2013.
(106) 「실크로드의 악마들, la diabloj sur Silkvojo - ĉu rabistoj aŭ savintoj」,《Internacia Kongresa Universitato 2016. 69-a sesio》, Red. J. A. Vergara kaj A. André. Scienco kaj tekniko. UEA. Roterdamo. 2016.
(107) 「The Esperanto movement beyond Zamenh of 100 years on」,《이탈리아 정치학회  년차대회 발표논문집》, 2017.

5) 불교
(108) 「寬淨의 淨土禪 수행법에 관한 연구」, 韓國淨土學會《정토학연구》, 2015. 6.
(109) 「반야심주(般若心呪) 소리값(音價)에 관한 연구」, 한국불교학회 《한국불교학》 (96), 2020.
(110) 「‘南無阿彌陀佛’의 소릿값(音價)에 관한 연구」 (1), 《정토학연구》 (34집), 2020.
(111) 「‘南無阿彌陀佛’의 소릿값(音價)에 관한 연구」 (2), 《정토학연구》 (35집?), 2021.